# Dörbiljin
Dörbiljin, även känd som Emin, är ett härad som lyder under prefekturen Tarbagatay i Xinjiang-regionen i nordvästra Kina.